# Austeria w Białymstoku
Austeria w Białymstoku – barokowa kamienica w Białymstoku. Została wybudowana w 1753 roku. 

## Historia
Pierwszymi mieszkańcami kamienicy była rodzina Korbutów, pracująca na dworze Branickich. W XIX wieku właścicielem budynku został Izaak Zabłudowski. Poza mieszkaniami w kamienicy mieściły się zakłady rzemieślnicze, a następnie sklep z materiałami piśmienniczymi. W czasach II Rzeczyspolitej w budynku funkcjowała kawiarnia. Po odbudowie po II wojnie światowej otworzono w kamienicy restaurację "Astoria".